# Ferroesaidrite
La ferroesaidrite è un minerale appartenente al gruppo dell'esaidrite.